# Mali Otok (Postojna, Slovenija)
Mali Otok je naselje u slovenskoj Općini Postojni. Mali Otok se nalazi u pokrajini Notranjskoj i statističkoj regiji Notranjsko-kraškoj. 

## Stanovništvo
Prema popisu stanovništva iz 2002. godine naselje je imalo 81 stanovnika.